# Antistia
Antistia es un género de las mantis, de la familia Tarachodidae, del orden Mantodea. Tiene 5 especies reconocidas científicamente.

## Especies
- Antistia maculipennis
- Antistia parva
- Antistia robusta
- Antistia vicina
- Antistia synapte (nombre aceptado provisionalmente)